# Saisons (album de Pomme)
Pour les articles homonymes, voir Saison.
Albums de Pomme
Consolation
(2022)
Singles
1. _dec carte de noël
Sortie : 10 novembre 2023
2. _jun perseides
Sortie : 29 février 2024

Saisons est le quatrième album studio de la chanteuse française Pomme. Il est sorti le 22 mars 2024 chez Sois Sage Musique et Polydor Records.
Cet album, qui fait le pont entre musique folk, musique française et musique classique, prend la forme d'un album orchestral conceptuel pensé comme un opéra moderne, dans lequel Pomme explore les différentes saisons et mois de l'année par la musique. Ainsi, l'album est composé de douze titres divisés en quatre mouvements, possédant chacun une ambiance et un univers musical commun.

## Contexte et production
La création de l'album tient ses origines du désir de la chanteuse d'écrire des chansons de Noël, qui ont ensuite été associées à l'hiver et aux saisons. Le concept d'album orchestral lui est venu à la suite d'un concert donné avec l'Orchestre philharmonique de Radio France et les arrangements de Malvina Meinier.
Dans une interview donnée pour le magazine Tsugi, Pomme décrit Saisons comme un album inspiré par le Québec, composé de « 12 chansons divisées en 4 mouvements, divisés en 3 actes à chaque fois. C’est une ode aux saisons, un moyen pour moi de changer ma façon de travailler. Un moyen de reconnecter à un rythme plus lent, d’arrêter de courir en fait. Il y a cette idée de naturalisme, où je suis observatrice plus que personnage principal. »
Pomme cite également Joe Hisaishi, Le Carnaval des animaux de Camille Saint-Saëns, l'album Multitudes de Feist et la bande originale de Bambi comme sources d'inspiration.
La partie « automne-hiver » de l'album est conçue en collaboration avec Flavien Berger pour l'Automne, ainsi qu'Aaron Dessner (du groupe américain The National) pour l'Hiver,,. Quant à la partie « printemps-été », Pomme s’accompagne d’une orchestration classique, dont les parties sont composées et dirigées par la cheffe d'orchestre Malvina Meinier,.

## Sortie et promotion
Au début du mois de novembre 2023, Pomme propose à ses abonnés sur ses réseaux sociaux de s'abonner à une Newsletter par mail, qui les informera sur les sorties futures de la chanteuse. Le 8 novembre 2023, les fans reçoivent un mail comprenant un mot de passe et un lien redirigeant vers un site web dédié au futur album, Pomme — Saisons, permettant la précommande des vinyls et cd, mais aussi du merchandising spécifique.
L'album complet paraît enfin le 22 mars 2024, sous le titre Saisons — édition intégrale.

### Singles
Le premier single de l'album, _dec carte de noël, est publié le 10 novembre 2023. Le même jour, la sortie de la partie « automne-hiver » est annoncée pour le 1er décembre 2023. La partie « printemps-été » est annoncée pour 2024. Le clip vidéo du single est publié le 21 novembre 2023.
Le second single de l'album, _jun perseides, est publié le 29 février 2024, tandis que la sortie de l'album complet est annoncée pour le 22 mars.

### Courts métrages
Le 16 février 2024, Pomme partage sur ses réseaux une vidéo expliquant la définition du terme ghoster, avec une date d'annonce : le 23 février 2024. Ce jour-ci, la chanteuse publie une vidéo musicale : Saisons, le film : hiver, sur sa chaîne YouTube, qui illustre le ghosting en réempruntant les mélodies de la partie hivernale de son album. Le court métrage est co-réalisé avec Hugo Pillard. Trois autres courts métrages musicaux sont réalisés, en collaboration avec Hugo Pillard et Nina Richard, pour un total de 36 minutes : Saisons, le film : Printemps, qui sort le 29 mars 2024 et traite notamment des troubles du comportement alimentaire ; Saisons, le film : Automne, qui sort le 3 mai 2024 ; et enfin Saisons, le film : Été, qui sort le 5 juillet 2024.

## Liste des titres
| Saisons (Printemps-Été) | Saisons (Printemps-Été)  | Saisons (Printemps-Été) | Saisons (Printemps-Été) | Saisons (Printemps-Été) | Saisons (Printemps-Été) | Saisons (Printemps-Été) | Saisons (Printemps-Été) | Saisons (Printemps-Été) | Saisons (Printemps-Été) |
| No                      | Titre                    | Durée                   |                         |                         |                         |                         |                         |                         |                         |
| ----------------------- | ------------------------ | ----------------------- | ----------------------- | ----------------------- | ----------------------- | ----------------------- | ----------------------- | ----------------------- | ----------------------- |
| 1.                      | _mar le temps des fleurs | 4:14                    |                         |                         |                         |                         |                         |                         |                         |
| 2.                      | _apr le temps des fleurs | 2:57                    |                         |                         |                         |                         |                         |                         |                         |
| 3.                      | _may le temps des fleurs | 2:07                    |                         |                         |                         |                         |                         |                         |                         |
| 4.                      | _jun perseides           | 2:56                    |                         |                         |                         |                         |                         |                         |                         |
| 5.                      | _jul perseides           | 1:58                    |                         |                         |                         |                         |                         |                         |                         |
| 6.                      | _aug perseides           | 3:55                    |                         |                         |                         |                         |                         |                         |                         |
| 18:07                   |                          |                         |                         |                         |                         |                         |                         |                         |                         |

| Saisons (Automne-Hiver) | Saisons (Automne-Hiver)                  | Saisons (Automne-Hiver) | Saisons (Automne-Hiver) | Saisons (Automne-Hiver) | Saisons (Automne-Hiver) | Saisons (Automne-Hiver) | Saisons (Automne-Hiver) | Saisons (Automne-Hiver) | Saisons (Automne-Hiver) |
| No                      | Titre                                    | Durée                   |                         |                         |                         |                         |                         |                         |                         |
| ----------------------- | ---------------------------------------- | ----------------------- | ----------------------- | ----------------------- | ----------------------- | ----------------------- | ----------------------- | ----------------------- | ----------------------- |
| 1.                      | _sept magie mauve (feat. Flavien Berger) | 3:57                    |                         |                         |                         |                         |                         |                         |                         |
| 2.                      | _oct magie mauve (feat. Flavien Berger)  | 1:59                    |                         |                         |                         |                         |                         |                         |                         |
| 3.                      | _nov magie mauve (feat. Flavien Berger)  | 3:02                    |                         |                         |                         |                         |                         |                         |                         |
| 4.                      | _dec carte de noël                       | 2:04                    |                         |                         |                         |                         |                         |                         |                         |
| 5.                      | _jan carte de noël                       | 4:30                    |                         |                         |                         |                         |                         |                         |                         |
| 6.                      | _feb carte de noël                       | 2:19                    |                         |                         |                         |                         |                         |                         |                         |
| 17:51                   |                                          |                         |                         |                         |                         |                         |                         |                         |                         |

## Participants
Crédits adaptés à partir des notes de l'album Saisons - édition intégrale.

### Musiciens
- Claire Pommet — paroles, chant, composition, guitares, triangle, clavier, cloches, chœurs
- Malvina Meinier — composition (I, II), arrangements orchestraux
- Flavien Berger — composition, chœurs, piano, cloches (III)
- Aaron Dessner — composition, piano, synthétiseur (IV)

### Instruments
- Violons — Joachim Baumerder, Camille Garin, Lison Favard, Marie-Anne Favreau, Lou Lévêque
- Altos — Maelle Desbrosses, Nina Tonji
- Violoncelles — Maia Collette, Adrienne Auclair
- Contrebasses — Sulivan Loiseau
- Flûte — Lilou Claverie
- Hautbois — Ariane Bacquet, Coralie Ménuge
- Clarinette — Anne-Sophie Lobbé, Lauriane Maudry
- Basson — Diane Mugot, Chloé Balducchi
- Trompette — André Jaeger
- Cor — Elodie Baert
- Trombone — Jessica Simon
- Saxophone — Christophe Alary

### Conception
- Claire Pommet — conception et idées originales
- Lawrence Fafard — photos
- Juste du Feu — direction artistique et set design
- Catherine Thibault — assistante de direction artistique
- Mélodie Wronski — stylisme
- Laurence Boire, Ascètes — mobilier
- Safia Nolin — graphisme

### Production
- Ghyslain Luc Lavigne — mixage
- Marc Thériault — mastering

### Enregistrement
- Studios Treatment Room (Montréal)
- Studios La Savonnerie (Bruxelles)
- Studios Mini Pond (Biarritz)
- Studios Ferber (Paris)